# Nowy Mostek
Nowy Mostek – (niem. Neubrück) osada leśna w Polsce, położona w województwie kujawsko-pomorskim, w powiecie bydgoskim, w gminie Osielsko.
Siedziba leśnictwa w nadleśnictwie Żołędowo (leśniczy Andrzej Cisoń).
Nowy Mostek leży nad Kotomierzycą w centrum kompleksu borów sosnowych pomiędzy Bydgoszczą, doliną Brdy i Koronowem.
W latach 1975–1998 miejscowość należała administracyjnie do województwa bydgoskiego. 